# Автошлях Т 1321
Автошля́х Т 1321 — автомобільний шлях територіального значення в Луганській області. Проходить територією Новопсковського району через Білолуцьк — пункт контролю Новобілу. Загальна довжина — 19 км.

## Маршрут
Автошлях проходить через такі населені пункти:
| Автошлях Т 1321           |        |
| Луганська область         |        |
| Новопсковський район      |        |
| Білолуцьк                 | Т 1302 |
| Павленкове                |        |
| Трембачеве                |        |
| Новобіла                  |        |
| Новобіла (пункт контролю) |        |